# 图尔尼桑
图尔尼桑（法語：Tournissan，法語發音：[tuʁnisɑ̃] ⓘ）是法国奥德省的一个市镇，属于卡尔卡松区。

## 地理
图尔尼桑（43°4'54"N, 2°39'52"E）面积11.53 平方千米，位于法国奧克西塔尼大區奥德省，该省份为法国南部沿海省份，北起塔恩省，西北接上加龙省，西接阿列日省，南至东比利牛斯省，东临地中海，东北与埃罗省接壤。
与图尔尼桑接壤的市镇（或旧市镇、城区）包括：法布勒藏、拉格拉斯、里博特、圣洛朗-德拉卡布勒里斯、塔莱朗。

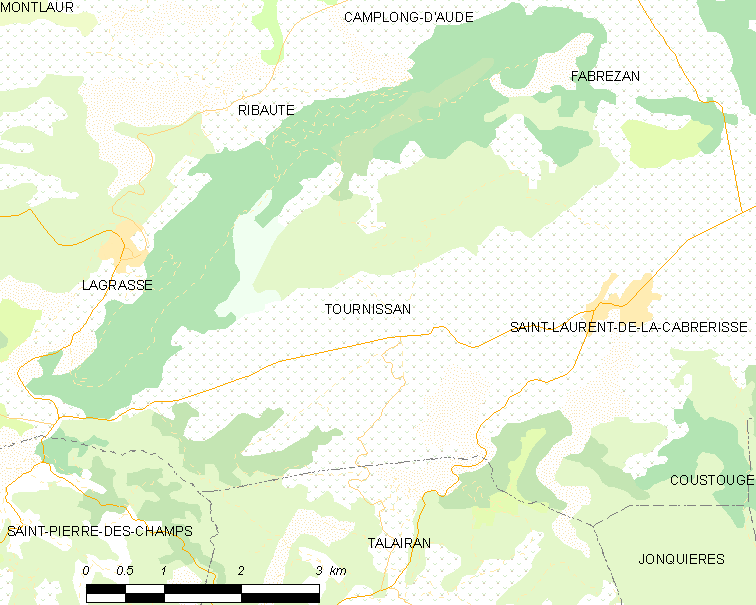
图尔尼桑的OSM定位图

图尔尼桑的时区为UTC+01:00、UTC+02:00（夏令时）。

## 行政
图尔尼桑的邮政编码为11220，INSEE市镇编码为11392。

## 政治
图尔尼桑所属的省级选区为莱科比耶尔县。

## 人口

1962-2008年间图尔尼桑人口变化图示

图尔尼桑于2022年1月1日时的人口数量为284人。